# Oreopanax pentlandianus
Oreopanax pentlandianus är en araliaväxtart som beskrevs av Joseph Decaisne, Jules Émile Planchon och Hugh Algernon Weddell. Oreopanax pentlandianus ingår i släktet Oreopanax och familjen Araliaceae. Inga underarter finns listade.